# معركة كابوا الأولى
دارت  معركة كابوا الأولى  في عام 212 ق.م بين القرطاجيين بقيادة حنبعل وجيشين رومانيين بقيادة كوينتوس فلافيوس فلاكوس وأبيوس كلاوديوس بولتشر. وفيها هُزمت القوات الرومانية، لكنها تمكنت من الفرار، واستطاع حنبعل رفع الحصار عن كابوا مؤقتاً. كانت المعركة نصراً تكتيكياً للقرطاجيين، لكنه لم يساعد الكابويين في النهاية.

## الوضع الاستراتيجي
كان الجنوب الإيطالي بأكمله قد تحالف مع القرطاجيين باستثناء ريجيوم وتارنتيوم. تعرضت مدينة كابوا كبرى مدن الجنوب الإيطالي وقاعدة حنبعل الشتوية والتي تحالفت معه بعد كاناي، في الوقت الذي فيه حنبعل يحاصر قلعة مدينة تارنتيوم، بعد أن استولى على تلك المدينة.
في عام 212 ق.م، قرر القنصلان المنتخبان فلاكوس وبولتشر محاصرة كابوا بجيشين رومانيين من ثمانية فيالق (أربعة رومانية وأربعة من حلفائهم)، وعسكروا بالقرب من كابوا، مما دفع هذا الكابويين لطلب المساعدة من حنبعل. استجاب حننبعل لمناشدتهم، وأرسل هانو الكبير مع جيشه من قلورية لمساعدتهم، ونزلوا بالقرب من بنفنتوم. هاجم الرومان بقيادة فلاكوس، معسكر هانو حين كان معظم رجاله يجمعون المؤن، واستولوا على المعسكر، مما إضطر هانو للانسحاب إلى قلورية. جدد الكابويون مرة أخرى مطالبتهم حنبعل من أجل المساعدة.
استجاب حنبعل وأرسل 2,000 فارس نوميدي بقيادة هانو إلى كابوا. طالب الرومان تيبيريوس غراكوس بأن يتحرك بجيشه نحو كابوا، إلا أنه تعرض لكمين في لوسانيا أودى بحياته، ومع وفاته تفرق جيشه.

## المعركة
هاجم الفرسان النوميديون ونظرائهم الكابويون المعسكر الروماني، وانتصروا في عدة مناوشات، مما تسبب في خسائر في صفوف الرومان. كان الرومان في انتظار غراكوس لتعزيز قواتهم بفرسانه، ولم يبدأوا أي هجوم على كابوا. قبل وصول التعزيزات الرومانية، وصل حنبعل مع جيشه من كامبانيا، وعسكر شرق كابوا. وبعد ثلاثة أيام، عرض حنبعل على الرومان خوض معركة، وقبل الرومان العرض. دارت معركة طويلة لم يحسمها أي من الطرفين، ولكن استطاع الفرسان النوميديون مرة أخرى تحقيق بعض النجاحات الكبيرة ضد الفرسان الرومان. ومع اقتراب قوة من الفرسان قادمة من الجنوب، قرر كلا الجيشين الانسحاب إلى معسكرتهم. إتضح فيما بعد، أن الفرسان هم فرسان جراكوس تحت قيادة أحد ضباطه ويدعى كورنيليوس، جاءوا للانضمام إلى الجيشين الرومانيين.

## النتائج
على الرغم من أن المعركة لم تسفر عن أي نتائج حاسمة، إلا أن الرومان قرروا الانسحاب من كامبانيا. ربما كان السبب يرجع إلى خسائرهم أم كانت إستراتيجية متعمدة. تحرك فلاكوس نحو «كوماي»، في حين إتجه بولتشر إلى «لوسانيا». بعد أن استقرت الأوضاع في كابوا، قرر حنبعل ملاحقة بولتشر.